# Sethlans
Sethlans est le dieu étrusque du feu, l'équivalent du dieu romain Vulcain et grec Héphaistos.

## Description
Dieu protecteur des forgerons, il est représenté avec le marteau, la tenaille et la pince de forgeron ainsi que le pileus, le chapeau conique qu'il porte.
Le fait que son nom n'apparaît pas sur le bronze du foie de Plaisance, dont les différents secteurs sont attribués aux divinités pour la divination par l'haruspice, semble être une curieuse omission. On a évoqué  la possibilité que le Velchans qui apparaît dans la case 34 de l'objet sous la forme « lvsl/velch » soit un doublet de Sethlans, sans qu'il en existe une preuve formelle.

## Culte
Il n'existe pas de traces archéologiques d'un culte à Sethlans. Néanmoins, comme Populonia, dont la richesse reposait sur la métallurgie, a émis des pièces de monnaie portant une représentation de cette divinité, il n'est pas exclu qu'un culte lui ait été rendu dans cette cité.